# Internationale Deutsche Schule Paris

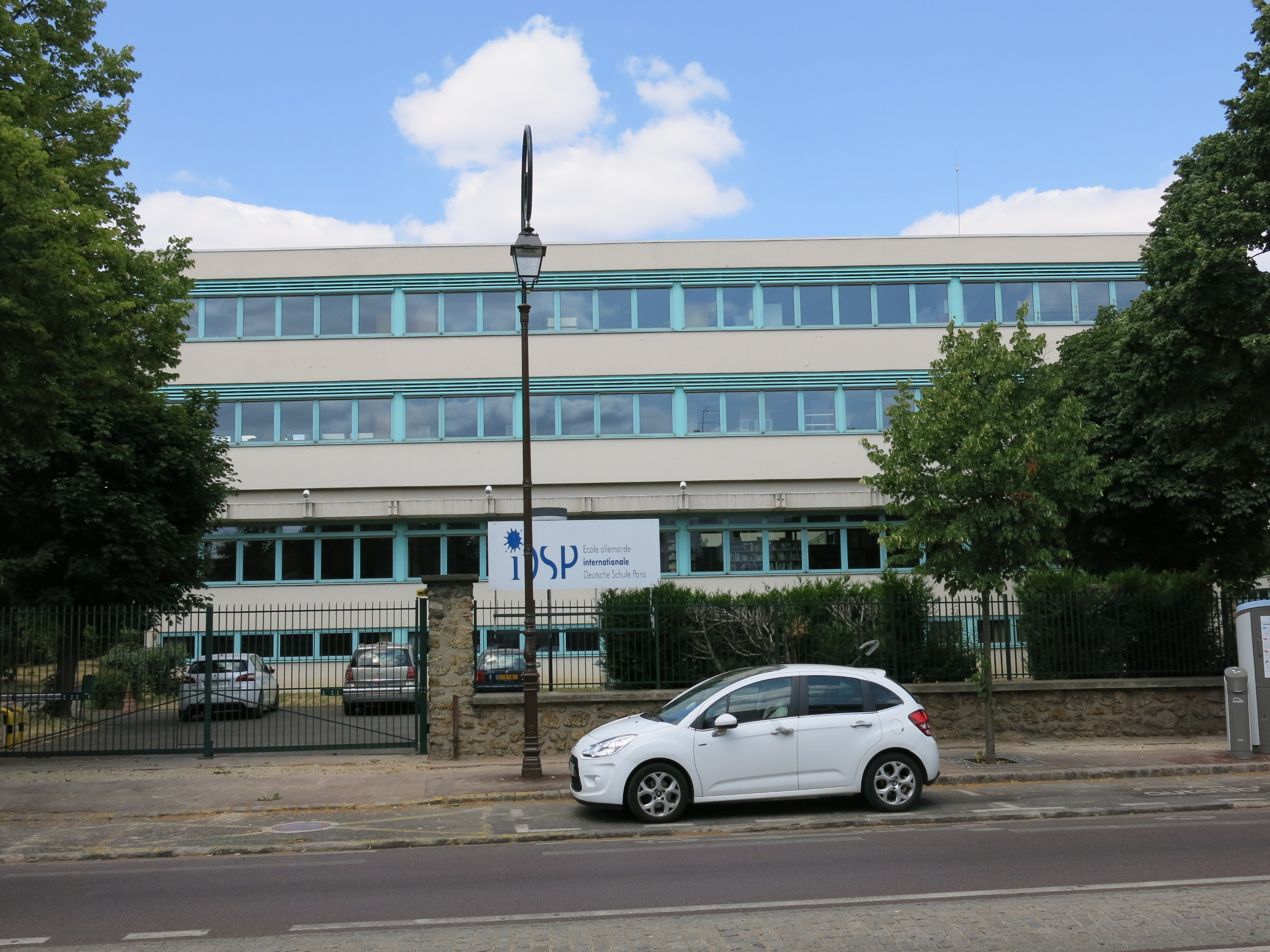
Internationale Deutsche Schule Paris

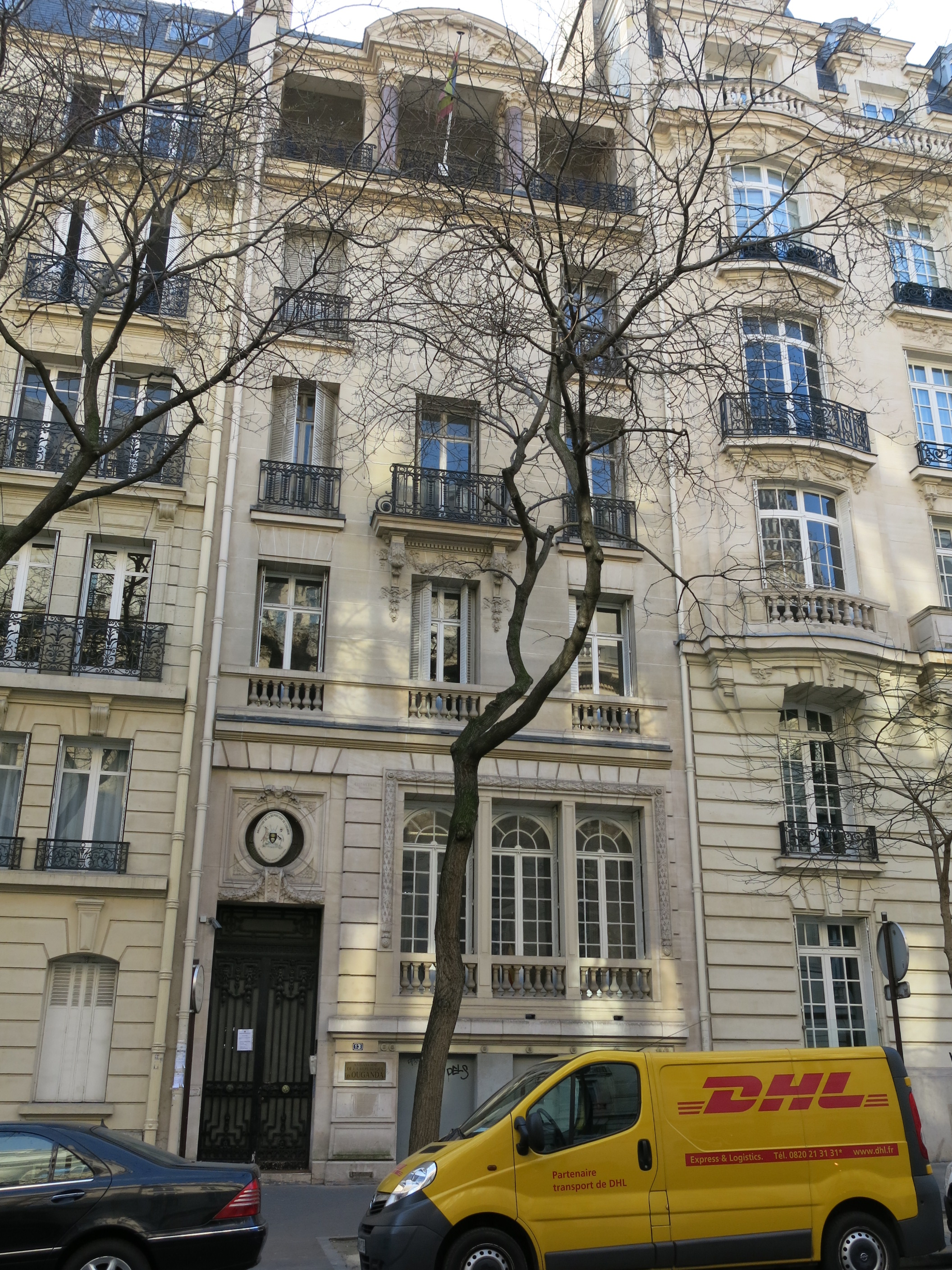
Erster Standort der IDSP, Avenue Raymond-Poincaré, 13

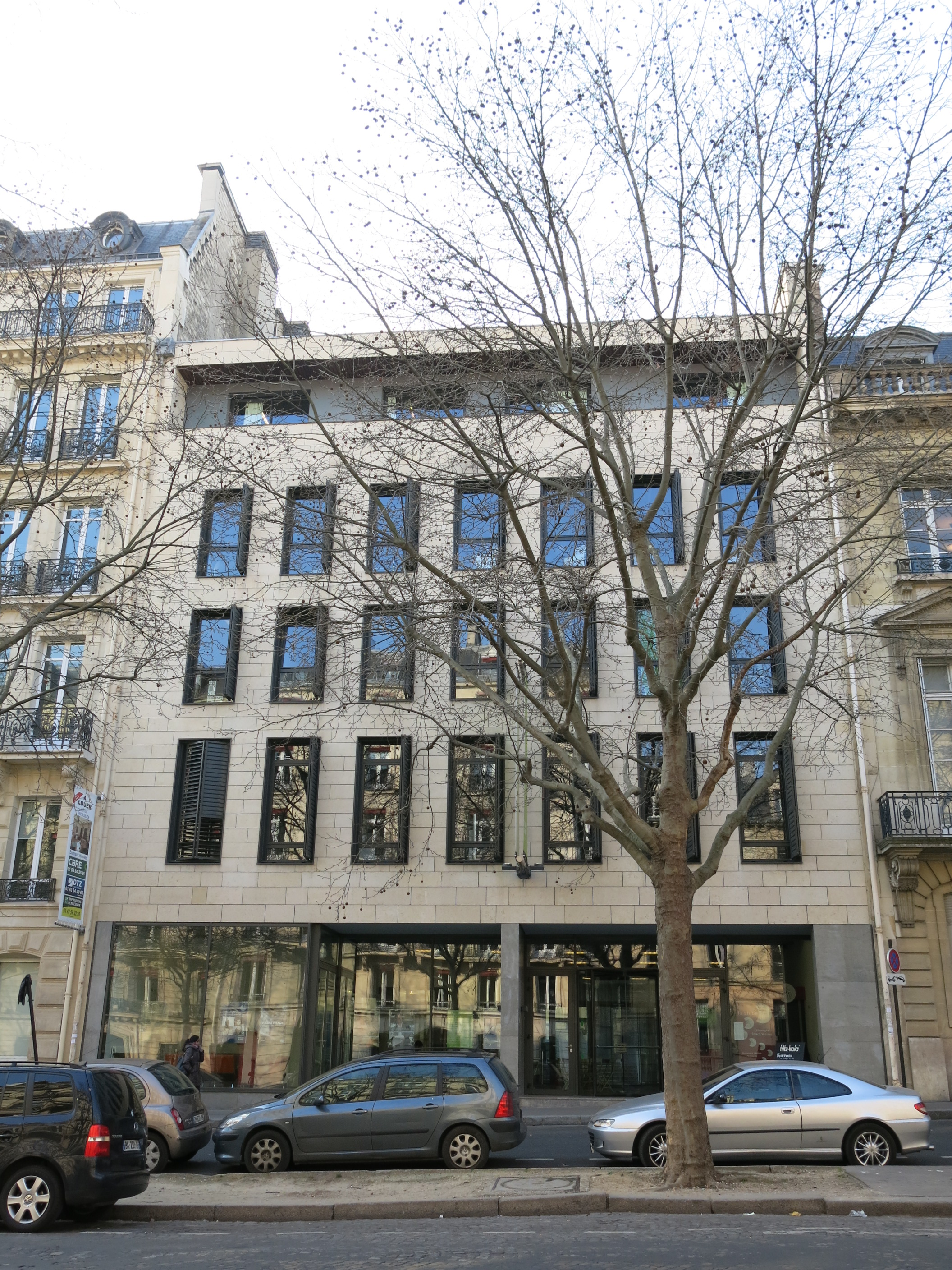
Erster Standort der Grundschulklassen, 17, Avenue d´Iéna

Die Internationale Deutsche Schule Paris (iDSP) ist eine anerkannte deutsche Auslandsschule in Paris, vertreten durch die Deutsche Botschaft Paris, personell und finanziell gefördert durch das Auswärtige Amt, und vom Deutschen Schulverein Paris getragen.
Der Schwerpunkt der iDSP besteht darin, den Kindern deutschsprachiger Eltern eine deutsche Schulausbildung bis zum Abitur zu vermitteln. Die Schulleitung trägt die Gesamtverantwortung für die Organisation und Durchführung der Unterrichts- und Erziehungsarbeit und leitet das Lehrerkollegium. Für einen reibungslosen Ablauf aller administrativen Angelegenheiten und die Instandhaltung und Pflege des Gebäudekomplexes sorgt die Schulverwaltung.

## Geschichte
Am 25. Oktober 1958 wurde mit Konstituierung des „Vereins deutschsprachige Schule in Paris“ die Grundlage für die Schule gebildet. Beteiligt waren das Auswärtige Amt in Bonn, die Deutsche Botschaft in Paris, ehrenamtliche Mitarbeiter privater und kirchlicher Interessenkreise sowie die Österreichische und Schweizerische Botschaft.
Im Herbst 1959 konstituiert sich der Verein deutschsprachige Schule endgültig. Geplant war der Ausbau der Deutschen Schule zum neusprachlichen Gymnasium mit naturwissenschaftlichem Zweig.
Am 1. Dezember zogen drei Gymnasialklassen in eine angemietete Villa in Neuilly ein, am 1. März 1960 wurde die Grundschule eröffnet, die im Februar 1961 provisorisch eigene Räume in der Nr. 17, Avenue d’Iéna bezog. Im selben Jahr zog die Schule in die mit Bundesmitteln angekaufte Villa 18, rue Pasteur in St. Cloud. In zwei neu errichteten Holzpavillons öffnet im September 1962 der Kindergarten für 50 Kinder seine Pforten. Der Aufbau des Gymnasiums mit neun Klassen ist im Schuljahr 1965/66 abgeschlossen, das Schulgebäude wurde um drei Pavillons erweitert. Im Herbst 1966 besuchen 460 Schüler die Deutsche Schule Paris, an der 30 entsandte und örtliche Lehrkräfte unterrichten.
Wegen kontinuierlich steigenden Schülerzahlen wurde ein großzügiger Neubau mit Sporthalle und Schwimmbad errichtet. 600 Schüler zogen im September 1970 in das neue Schulgebäude ein, das für 450 Schüler angelegt war, eine Situation, die sich in den folgenden Jahren noch zuspitzte. 1977 besuchten über 900 Schüler die Deutsche Schule Paris. Gleichzeitig wurde an der Schule die reformierte Oberstufe eingeführt, eine Präsenzbibliothek aufgebaut, eine Orientierungsstufe eingerichtet und der Realschulzweig etabliert. 1971/72 gab es verschiedene Leistungsniveaus im Fach Französisch.
1975 gründen Eltern den Förderverein der Schule. Klassen- und Schulelternbeiräte wurden eingeführt. In den 1970er Jahren ist die DSP eine der größten deutschsprachigen Auslandsschulen in der Welt. Die Gesamtzahl der Schüler erreicht im Schuljahr 1977/78 den Höchststand von 941 Kindern.
Mitte der 1990er Jahre wurden Musikzentrum, Aula, Schwimmbad und Sporthalle von Grund auf saniert, der Außenbereich des Kindergartens wird gestaltet und ein  moderner Informatikraum eingerichtet.  Seit 1994 gibt es einen bilingualen Zweig, in dem Erdkunde bzw. Geschichte auf Französisch unterrichtet werden. Von  den deutschen und den französischen Behörden wurde die Erlaubnis erteilt, gleichzeitig die deutsche Hochschulreife und das französische Baccalauréat zu verleihen.
Im Jahr 1998/99 wurde die deutsch-französische Musikschule gegründet. Außerdem gibt es  am Mittwochvormittag Deutschkurse für Kinder aus französischen Grundschulen. Im Schuljahr 2002/3 wurde an der DSP die Gesamtschulzeit auf zwölf Schuljahre umgestellt. Die Umstrukturierung soll etwa sechs Jahre in Anspruch nehmen. Damit verbundene organisatorische Veränderungen wie z. B. der Nachmittagsunterricht werden von Jahr zu Jahr weiterentwickelt. Seit dem Schuljahr 2005/2006 gibt es eine Kantine für Schüler, Lehrer und Verwaltungsangestellte. 2006/2007 wird das Leitbild der DSP verabschiedet.
1998 besuchen 380 Kinder die deutsche Schule und den Kindergarten in Saint-Cloud, 2015 sind es ca. 320. Die Gründe für die vergleichsweise niedrigen Schülerzahlen finden sich sowohl in rückläufigen Geburtenzahlen als auch in Strategie- und Standortentscheidungen deutscher Unternehmen. Es werden deutlich weniger deutsche Arbeitnehmer mit ihren Familien ins europäische Ausland und insbesondere nach Paris entsandt. Zum anderen hat sich die Konkurrenz der Deutschen Schule durch die Neugründung zwei- und mehrsprachiger Schulen im Westen von Paris deutlich verstärkt.
Die Diskussion um das Für und Wider einer rein deutschsprachigen Auslandsschule auf der einen und einer Begegnungsschule als Instrument deutsch-französischer Verständigung auf der anderen Seite begleitet die Deutsche Schule Paris seit ihrer Entstehung. Ihre Geschichte ist bis heute geprägt von Versuchen, sich dem französischen Umfeld gegenüber zu öffnen und französische Schüler zu gewinnen. Seit 2008 nimmt der Anteil frankophoner Schülerinnen und Schüler deutlich zu.
Heute bietet die Schule sowohl Schülerinnen und Schülern, die mit ihren Familien langfristig in Paris leben, als auch Kindern, die nur für begrenzte Zeit in Frankreich leben, eine schulische Heimat. Die Anschlussfähigkeit zum deutschen Schulsystem ist gegeben, ein intensiver Kontakt mit der französischen Sprache und Kultur sichert die notwendige Öffnung in das französische Umfeld.

## Schulleitung
- 2005–2012 Schulleiterin Dorothea Vogt
- 2012–2015: Schulleiterin Astrid Barbeau, stellvertretende Schulleiter Uwe Brecher und Jochen Flohn
- 2015–2016: Schulleiterin Maria Wehinger-Schwörer (Rücktritt aus persönlichen Gründen), stellvertretender Schulleiter Christian Sommer
- Schuljahr 2016: kommissarischer Schulleiter Christian Sommer
- 2017–2020: Schulleiterin Sibylle Engelke, stellvertretender Schulleiter Christian Sommer
- seit 2020: Schulleiterin Sibylle Engelke, stellvertretender Schulleiter Jörn Gerdes.[2]
- seit 2023: Schulleiter Gerrit Fischer, stellvertretender Schulleiter Jörn Gerdes